# Lurkmore.to
Łurkomorje (ros. Луркоморье, Лукоморье, Луркмоар, Лурк, Лурка, od żargonowego ang. lurk moar; lurk w kontekście Internetu to pasywnie uczestniczyć (obserwować); moar – zniekształcone more, czyli więcej) – nieformalny portal internetowy, wykorzystujący oprogramowanie MediaWiki, umieszczony na serwerze w Holandii, określający siebie jako rosyjskojęzyczna encyklopedia folkloru i subkultur oraz słownik pojęć, związanych z kulturą rosyjską we wszystkich jej przejawach. Według danych własnych na początek 2013 roku liczba haseł przekroczyła liczbę 6 tysięcy. Materiały są publikowane zgodnie z zasadami licencji Creative Commons. Zawiera odsyłacze reklamowe. Według danych portalu Alexa Internet z 13 stycznia 2013 r. portal znajdował się na liście 2500 najpopularniejszych stron internetowych na świecie, będąc na 147. miejscu wśród stron rosyjskich.
Nazwa portalu pochodzi od amerykańskiej witryny lurkmore.com opisującego imageboard 4chan. Przekształcenie angielskiej nazwy w rosyjską miało miejsce prawdopodobnie na witrynie imageboard 2ch.ru (Dwacz, ros. Двач), a założenie witryny nastąpiło później. Jej twórcami było kilku uczestników Wikipedii, jednocześnie zdecydowanych fanów imageboardów, po odrzuceniu przez nich zasad Wikipedii.
Witryna początkowo definiowała siebie jako encyklopedię memów internetowych, ale następnie jej hasła zaczęły obejmować coraz szerszy zakres tematyczny: Internet, techniki informacyjne, gry komputerowe, polityka, historia, kultura, socjologia i inne. Hasła pisane są żargonem, tak zwanym łurkojazem, ze swobodnym szerokim stosowaniem wulgaryzmów i neologizmów własnych i internetowych (w tym rosyjskich subkultur sieciowych, jak padonki i kaszczenity), kalek językowych, stosowane też jest używanie liter łacińskich lub używanie liter cyrylicznych jako pseudo-łacińskich (np. „г” (g) jako „r”). Ich celem, według deklaracji własnej, są drwiny, żarty i kawały (lub dosłownie tłumacząc jedno z określeń – podśmiechujki).
Cechą charakterystyczną portalu jest nieujawnianie w historii zmian adresów IP anonimowych uczestników (zamiast tego występuje określenie „Anonimus”). Natomiast dowolny zarejestrowany uczestnik mający status automatycznie zatwierdzonego może dowolną swoją edycję zarejestrować jako anonimową.
Portal był kilka razy nagradzany, m.in. przez konkurs ROTOR (ros. РОТОР) w kategorii „Humorystyczna witryna roku”, otrzymywał też Antynagrody Runetu.
W 2011 roku portal był pozwanym w procesie cywilnym z powództwa znanej rosyjskiej dziennikarki i blogerki Jiekatieriny Gordon, żądającej usunięcie hasła o niej z powodu m.in. ujawnienia w nim jej niepublicznych danych osobowych. Sprawa zakończyła się ugodą, hasło zostało usunięte, natomiast powstało hasło „Sprawa Katii Gordon”.
Po wprowadzeniu w Rosji w 2012 r. rejestru witryn zakazanych (ros. Единый реестр запрещенных сайтов), podobnego do zaniechanego w Polsce Rejestru stron i usług niedozwolonych, portal był w listopadzie tego roku niedostępny przez kilka dni. Powodem były dwa hasła: „Dudka” (ros. Дудка – skręt, joint) (zawierająca przekierowanie na dalej wymienioną) i „Konopla” (ros. Конопля – konopie). Oba hasła zostały zastąpione przez ogłoszenie, że zostały zablokowane z powodu niezgodności z prawem Federacji Rosyjskiej (ogłoszenie wskazuje, że są nadal dostępne na witrynie lustrzanej) – po tym witryna została usunięta z wykazu i odblokowana w Rosji.